# モンロー郡 (ニューヨーク州)
モンロー郡（英: Monroe County）は、アメリカ合衆国ニューヨーク州の西部に位置する郡である。人口は75万9443人（2020年）。郡庁所在地はロチェスター市（人口210,565人）であり、同郡で人口最大の都市である。郡名は第5代アメリカ合衆国大統領ジェームズ・モンローに因んで名づけられた。
モンロー郡はロチェスター都市圏に属している。

## 歴史
1683年にニューヨーク植民地で郡が作られたとき、現在のモンロー郡地域はオールバニ郡に属していた。これは巨大な郡であり、ニューヨーク州北部とバーモント州の全てを含んでおり、さらに理論的には西の太平洋岸まで広がっていた。1766年7月3日に、カンバーランド郡を分離し、1770年3月16日にグロスター郡を分離したが、どちらも現在はバーモント州に含まれている。
1772年3月12日、オールバニ郡の残りが3つに分割され、1つはオールバニ郡の名前で残った。1つは西部に作られたトライアン郡だった。トライアン郡の東部境界は現在のスケネクタディ市の西約5マイル (8 km) にあり、アディロンダック山地の西側と、デラウェア川西支流より西の領域を含んでいた。トライオン郡に指定された地域には現在のニューヨーク州37郡が入っている。ニューヨーク植民地総督のウィリアム・トライアンに因んで名付けられた。
1776年に先立つ年に、トライアン郡のロイヤリストは大半がカナダに逃亡した。1784年、アメリカ独立戦争を終わらせた条約締結に続いて、トライアン郡はモンゴメリー郡に改名された。これは独立戦争時の将軍リチャード・モントゴメリーに因む命名だった。モントゴメリーはカナダで数か所を占領した後、ケベック市攻略中に戦死した。憎まれたイギリスの総督に代わる命名だった。
1789年、モンゴメリー郡からオンタリオ郡が分離した。このときのオンタリオ郡は現在の領域よりもかなり広かった。現在のアリゲイニー郡、カタラウガス郡、シャトークア郡、エリー郡、ジェネシー郡、モンロー郡、ナイアガラ郡、オーリンズ郡、スチューベン郡、ワイオミング郡、イェーツ郡の全体と、スカイラー郡、ウェイン郡の一部が含まれていた。
1802年、オンタリオ郡からジェネシー郡が分離設立された。このジェネシー郡も現在よりはかなり広かった。アリゲイニー郡、カタラウガス郡、シャトークア郡、エリー郡、ナイアガラ郡、オーリンズ郡、ワイオミング郡の全体と、リビングストン郡、モンロー郡の一部が含まれていた。
最後に1821年、ジェネシー郡とオンタリオ郡の一部を合わせ、モンロー郡が設立された。

## 地理
アメリカ合衆国国勢調査局に拠れば、郡域全面積は1,366平方マイル (3,540 km2)であり、このうち陸地659平方マイル (1,710 km2)、水域は706平方マイル (1,830 km2)で水域率は51.72%である。
モンロー郡はニューヨーク州西部のノーザン・ティアにあり、バッファロー市の北東、シラキュース市の北西に位置している。郡の北はオンタリオ湖であり、カナダ＝アメリカ合衆国国境である。フィンガーレイクスの北にある。

### 主要高規格道路
- 州間高速道路90号線（ニューヨーク州スルーウェイ）
- 州間高速道路390号線
- 州間高速道路490号線
- 州間高速道路590号線
- ニューヨーク州道15号線
- ニューヨーク州道15A号線
- ニューヨーク州道18号線
- ニューヨーク州道19号線
- ニューヨーク州道31号線
- ニューヨーク州道31F号線
- ニューヨーク州道33号線
- ニューヨーク州道33A号線
- ニューヨーク州道36号線
- ニューヨーク州道64号線
- ニューヨーク州道65号線
- ニューヨーク州道96号線
- ニューヨーク州道104号線
- ニューヨーク州道153号線
- ニューヨーク州道250号線
- ニューヨーク州道251号線
- ニューヨーク州道252号線
- ニューヨーク州道259号線
- ニューヨーク州道286号線
- ニューヨーク州道390号線
- ニューヨーク州道404号線
- ニューヨーク州道441号線
- ニューヨーク州道531号線
- ニューヨーク州道590号線
- オンタリオ湖州立パークウェイ

### 隣接する郡
- オンタリオ湖、カナダ - 北
- ウェイン郡 - 東
- オンタリオ郡 - 南東
- リビングストン郡 - 南
- オーリンズ郡 - 西
- ジェネシー郡 - 西

## 郡政府と政治

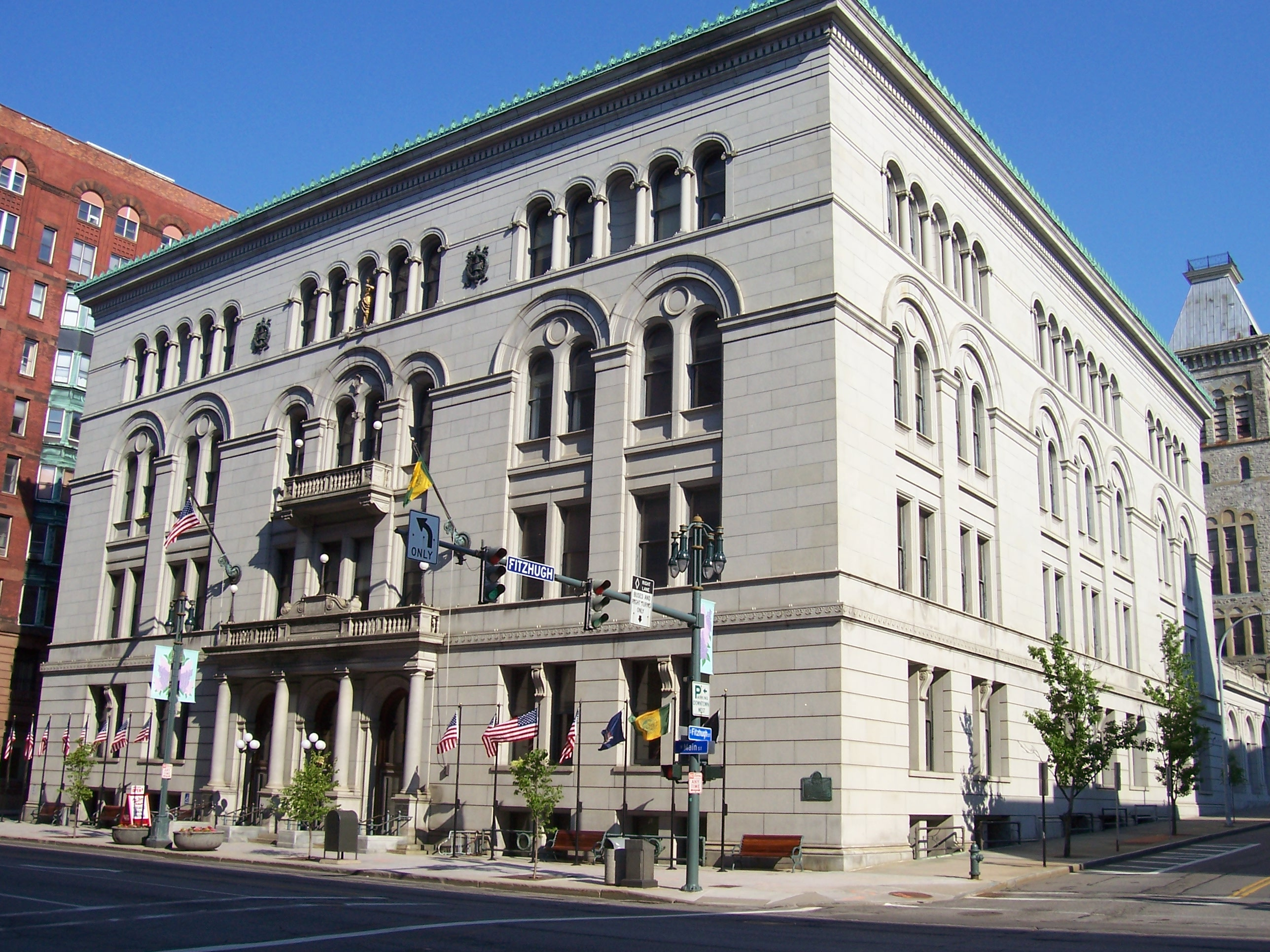
モンロー郡事務ビル、ロチェスター市中心街

モンロー郡は1892年にニューヨーク州議会から自治法人として認証を受けた。さらに1965年、ニューヨーク州のホームルール法の下に再認証を受けた。

### 行政府
郡の行政府の長は郡執行官である。行政事務所はロチェスター市メインストリート西にある郡事務ビルの1階にある。
郡が設立されてから114年間は専ら監督官理事会が統治していた。1935年、理事会が指名する郡マネジャーの役職が郡民投票で承認された。1983年、この役職が郡執行官に置き換えられ、住民の直接選挙で選ばれ、拒否権などその権限が拡張された。1993年、議会は郡執行官の任期期限として連続12年間までとし、1996年から有効とした。

### 立法府
郡の立法府は29人の議員で構成されている。1967年1月1日までは43人の監督官理事会だった。郡事務ビル4階にある議会室で議事を行う。議員の構成は共和党員19人、民主党員10人である。1993年、議会は銀の任期制限として連続して10年までとし、1996年から有効とした。

### 司法府
- モンロー郡裁判所
- モンロー郡家庭裁判所、子供が関わる事例を取り扱う
- モンロー郡検認裁判所、死去した者に関わる事例を取り扱う
- ロチェスター市裁判所

ニューヨーク州議会下院では第133から第139選挙区の7区に、上院では第54、第55、第56、第59、第61および第62選挙区に入っている。アメリカ合衆国下院議員ではニューヨーク州第25および第27選挙区に入っており、2013年時点では共和党、民主党各1人を選出している。
司法では次の区に入っている。
- ニューヨーク州最高裁判所第7司法地区
- ニューヨーク州最高裁判所控訴部門第4地区

## 経済
モンロー郡には、イーストマン・コダック、ボシュロム、ペイチェックス、ピクトメトリー・インターナショナルなど多くの国際企業が世界本社を置いている。ゼロックスは現在ロチェスターに本社を置いていないが、郡内に主要事務所と製造施設を置いている。
産業や大学の中でも画像処理と光学の分野で優れているので、ロチェスター市は世界の画像処理首都と呼ばれている。2004年、ロチェスター大学の光学博士課程は、研究員当たりの出版物数で、全米研究評議会から国内第1位にランク付けされた。
さらに郡内には、ウェグマンズ、ロバーツ・コミュニケーションズ、ペイテック・ホールディング・コーポレーションなどの地場産業や、ヒッキー・フリーマンのようなファッションブランドもある。

## 人口動態
以下は2000年国勢調査による人口統計データである。
| 基礎データ - 人口: 735,343人 - 世帯数: 286,512 世帯 - 家族数: 184,513 家族 - 人口密度: 431人/km2（1,115人/mi2） - 住居数: 304,388 軒 - 住居密度: 178軒/km2（462軒/mi2） 人種別人口構成 - 白人: 79.14% - アフリカン・アメリカン: 13.75% - ネイティブ・アメリカン: 0.27% - アジア人: 2.44% - 太平洋諸島系: 0.03% - その他の人種: 2.44% - 混血: 1.94% - ヒスパニック・ラテン系: 5.31% 先祖による構成 - イタリア系：18.6% - ドイツ系：15.3% - アイルランド系：11.3% - イギリス系：8.3% 言語による構成 - スペイン語：4.64% - イタリア語：1.43% | 年齢別人口構成 - 18歳未満: 25.6% - 18-24歳: 9.5% - 25-44歳: 29.3% - 45-64歳: 22.6% - 65歳以上: 13.0% - 年齢の中央値: 36歳 - 性比（女性100人あたり男性の人口） - 総人口: 93.0 - 18歳以上: 89.2 世帯と家族（対世帯数） - 18歳未満の子供がいる: 31.8% - 結婚・同居している夫婦: 47.4% - 未婚・離婚・死別女性が世帯主: 13.4% - 非家族世帯: 35.6% - 単身世帯: 28.6% - 65歳以上の老人1人暮らし: 9.9% - 平均構成人数 - 世帯: 2.47人 - 家族: 3.08人 収入と家計 - 収入の中央値 - 世帯: 44,891米ドル - 家族: 55,900米ドル - 性別 - 男性: 41,279米ドル - 女性: 29,553米ドル - 人口1人あたり収入: 22,821米ドル - 貧困線以下 - 対人口: 11.2% - 対家族数: 8.2% - 18歳未満: 15.5% - 65歳以上: 7.4% |

## 構成自治体

モンロー郡の自治体

### 市
- ロチェスター市 - 郡庁所在地

### 町
- ブライトン（英語版）
- チリ（英語版）
- クラークソン（英語版）
- イーストロチェスター（英語版）[24]
- ゲイツ（英語版）
- グリース（英語版）
- ハムリン（英語版）
- ヘンリエッタ（英語版）
- アイアンデコイット（英語版）
- メンドン（英語版）
- オグデン（英語版）
- パーマ（英語版）
- ペンフィールド（英語版）
- ペリントン（英語版）
- ピッツフォード（英語版）
- リガ（英語版）
- ラッシュ（英語版）
- スウェーデン（英語版）
- ウェブスター（英語版）
- ウィートランド（英語版）

### 村
- ブロックポート（英語版）
- チャーチビル（英語版）
- イーストロチェスター（英語版）[24]
- フェアポート（英語版）
- ヒルトン（英語版）
- ハニオイフォールズ（英語版）
- ピッツフォード（英語版）
- スコッツビル（英語版）
- スペンサーポート（英語版）
- ウェブスター（英語版）

## 教育

### 初等中等教育
モンロー郡の子供たちの圧倒的多数は公共教育体系で教育されている。ローマ・カトリック教ロチェスター教区あるいは同修道会が運営する学校が次に大きな教育機関であるが、公共教育とは数の上で大きな開きがある。

#### 公共教育学区
郡内には20の公共教育学区があり、その中にはロチェスター市教育学区、モンロー第1協同教育サービス理事会に属する10の郊外型教育学区、モンロー第2オーリンズ協同教育サービス理事会に属する7の教育学区があり、その他に主に他郡の教育学区で郡内に入っているものが幾つかある。

### 私立学校
生徒数が200人を超える私立学校は3つある。
- アレンデール・コロンビア学校、大学準備学校、ピッツフォード
- ハーレー学校、大学準備学校、ブライトン
- メアリー・カリオラ子供センター、複数の障害がある子供を教育する

この他にロチェスター聴覚障害児学校があり、小さいが歴史がある重要な学校である。

#### 教区学校
- ユダヤ教学校が3校、イスラム教学校が2校ある
- ローマ・カトリック教ロチェスター教区が運営する約10の小学校がある
- ローマ・カトリック教修道会が運営する中学または高校が4校ある
- キリスト教各派が運営する学校は20以上ある。そのうち3校は生徒数200人以上である

### 高等教育機関
カッコ内は、所在する自治体を表す。
- ブライアント & ストラットン・カレッジ（グリース、ヘンリエッタ）
- コルゲイト・ロチェスター・クローザー・ディビニティ学校（ロチェスター市）
- エベレスト・インスティテュート（アイアンデコイット）
- モンロー・コミュニティカレッジ（ブライトン、ロチェスター市）
- ナザレス・カレッジ（ピッツフォード）
- ロバーツ・ウェズレヤン・カレッジ（チリ）
- ロチェスター工科大学（ヘンリエッタ）
- セントバーナード神学校（ピッツフォード）
- セントジョン・フィッシャー・カレッジ（ピッツフォード）
- ニューヨーク州立大学ブロックポート校（ブロックポート）
- ロチェスター大学（ロチェスター市）

この他に4つのカレッジがモンロー郡内にサテライト・キャンパスを運営している。
- コーネル大学工業労使関係学校[26]
- エンパイアステート・カレッジ[27]
- イサカ・カレッジ[28]
- メデイル・カレッジ[29]

## 主な公園

### 郡立公園
郡内に所在する主な郡立公園は、以下の通り。
- エイブラハム・リンカーン公園
- ブラック・クリーク公園
- チャーチビル公園
- デビルズ・コーブ公園
- デュランド・イーストマン公園
- エリソン公園
- ジェネシー・バレー公園
- グリース運河公園
- ハイランド公園
- アイアンデコイット湾公園西
- リーハイ・バレー・トレイル公園
- ルシアン・モリン公園
- メンドン池公園
- ノーサンプトン公園
- オートカ・クリーク公園
- オンタリオ湖浜公園
- パウダー・ミルズ公園
- セネカ公園
- セネカ動物園
- トライアン公園
- ウェブスター公園

### 州立公園
郡内には、以下の2つの州立公園が所在する。
- ハムリン・ビーチ州立公園
- アイアンデコイット湾州立マリーン公園